# Hymenogyne
Hymenogyne es un género con tres especies de plantas suculentas perteneciente a la familia Aizoaceae.

## Taxonomía
Hymenogyne fue descrito por el botánico, carcinólogo,  y entomólogo inglés, Adrian Hardy Haworth y publicado en Revis. Pl. Succ. 74: 192 (1821), La especie tipo es: Hymenogyne glabra (Aiton) Haw. (Mesembryanthemum glabrum Aiton)

## Especies
- Hymenogyne conica
- Hymenogyne glabra
- Hymenogyne stephensiae